# Shinji Shūmeikai
Shinji Shūmeikai (japanska: 神慈秀明会) är en år 1970 grundad japansk religiös rörelse.
Shinji Shūmeikai söker skönhet i konst, fäster vikt vid att uppskatta naturen och praktiserar organiskt jordbruk och "johei", en slags andlig metod att uppnå hälsa. Dess anhängare anser att man genom att bygga arkitektoniska mästerverk i glesbefolkade områden återställer balansen i naturen.
Shinji Shūmeikai grundades av Mihoko Koyama (1910-2003) i textilföretaget Toyobos ägarfamilj för att sprida Mokichi Okadas (1882–1955) lära.
Organisationen har sitt säte och andliga centrum Misono, vilket ligger i närheten av Shigaraki i prefekturern Shiga i Japan. Där finns Meishusama-hallen, som ritats av den japansk-amerikanske arkitekten Minoru Yamasaki, Villa Miho, ritad av Junzo Yoshimura och ett klocktorn, ritat av I.M. Pei.
I närheten av Shinji Shūmeikais andliga centrum ligger det av I.M. Pei ritade Miho Museum, vilket grundats av Mihoko Koyama och henner dotter Hiroko Koyama.
Shinji Shūmeikai hade 1998 drygt 300.000 anhängare.